# Gawege
Gawege is een kleine kern met ca. 75 bewoners in de gemeente Reimerswaal in de Nederlandse provincie Zeeland. Het ligt aan de weg tussen de dorpen Krabbendijke en Waarde.
Dorpen: Bath · Hansweert · Krabbendijke · Kruiningen · Oostdijk · Rilland · Waarde · Yerseke

Buurtschappen: Gawege · Middenhof · Roelshoek · Schorebrug · Stationsbuurt · Völckerdorp · Vlake

Zeeland: Steden en dorpen in Zeeland      Nederland: Provincies · Gemeenten